# مثبطات استرداد السيروتونين والدوبامين
مثبطات استرداد السيروتونين والدوبامين هي نوع من الأدوية المثبطة لاسترداد الناقلين العصبيين أحاديي الأمين السيروتونين والدوبامين عبر حصر فعالية ناقل السيروتونين (إس إي آر تي) وناقل الدوبامين (دي إيه تي) على الترتيب. يؤدي هذا إلى زيادة التركيز خارج الخلوي من السيروتونين والدوبامين، وبالتالي يزداد النقل العصبي المعتمد عليهما. تُعد العوامل المطلقة للسيروتونين والدوبامين (إس دي آر إيه) أدويةً شبيهةً بها.

## المقارنة مع مثبطات استرداد سيروتونين-نورإبنفرين-دوبامين
تثبط هذه الأدوية استرداد النورإبنفرين إلى جانب السيروتونين والدوبامين، وهذا ما يجعل مثبطات استرداد سيروتونين-دوبامين أقل تسبيبًا لبعض الآثار الجانبية مثل الأرق وفقدان الشهية والقلق وتبدلات معدل ضربات القلب وضغط الدم.

## أمثلة على مثبطات استرداد سيروتونين-دوبامين
على عكس المركبات الأخرى، تمتاز مثبطات الاسترداد مثل مثبطات استرداد سيروتونين-نورإبنفرين ومثبطات استرداد نورإبنفرين-دوبامين بصعوبة فصل ألفتها لنواقل الدوبامين عن ألفتها لنواقل النورإبنفرين بسبب التشابه الشديد في البنية الكيميائية لركيزتيهما، وهذا يصعب تثبيط استرداد الدوبامين وحده. لهذا السبب يندر وجود مثبطات استرداد دوبامين انتقائية، وكذلك تكون مثبطات استرداد السيروتونين-دوبامين أكثر ندرة.

### الأدوية الصيدلانية
الميديفوكسامين (الاسم التجاري كليديال أو جيرداكسيل) هو مضاد اكتئاب له تأثيرات مشابهة لمثبطات استرداد سيروتونين-دوبامين، وله أيضًا دور مناهض لمستقبلات 5HT2.
السيبوترامين (الاسم التجاري ريدوكتيل أو ميريديا أو سيريديا أو سيبوتريكس) هو مفقد للشهية مسحوب من الأسواق. يملك هذا الدواء تأثيرًا مماثلًا لمثبطات استرداد سيروتونين-نورإبنفرين-دوبامين على المستوى الجزيئي في المختبر، لكنه يميل إلى مثبطات استرداد سيروتونين-دوبامين مع تفضيل للتأثير على استرداد السيروتونين والدوبامين أكثر من النورإبنفرين بمقدار 18.3 و5.8 أضعاف على الترتيب. تملك نواتج استقلاب السيبوترامين فعليًا قدرةً أكبر على تثبيط استرداد أحادي الأمين مع معدلات فعالية مختلفة، ويبدو أن السيبوترامين يعمل في الجسد الحي بصفته دواءً أوليًا لهذه المستقلبات. وُجد أن هذا الدواء يعمل مثبط استرداد سيروتونين-نورإبنفرين (73% لتثبيط استرداد النورإبنفرين و54% لتثبيط استرداد السيروتونين) لدى المتطوعين البشر مع فعالية ضعيفة جدًا في تثبيط استرداد الدوبامين.

#### السيرترالين
يُعد السيرترالين (الاسم التجاري زولوفت) من مثبطات استرداد السيروتونين الانتقائية (إس إس آر آي)، لكنه ينفرد بين مضادات الاكتئاب بإظهار ألفة عالية نسبيًا (بمقادير نانومولارية) لناقلات الدوبامين. اقترح الباحثون أن هذا الدواء قد يكون مثبطًا ضعيفًا لاسترداد الدوبامين في التطبيق السريري خاصةً في جرعاته العالية. لهذه الأسباب يوصف السيرترالين أحيانًا مثبطًا لاسترداد سيروتونين-دوبامين، ويُعد هذا مقبولًا لأن الدوبامين يتدخل في الآلية المرضية للاكتئاب، وقد تكون زيادة الإشارة الدوبامينية بواسطة السيرترالين مع السيروتونين ذات تأثير إيجابي في سير المرض.
وجد تاتسومي وآخرون عام 1997 أن ثوابت تثبيط السيرترالين (Ki) لنواقل السيروتونين والدوبامين والنورإبنفرين بلغت 0.29 و25 و420 نانومولار على الترتيب. تفوقت ألفة السيرترالين لنواقل السيروتونين بمقدار 86 ضعفًا على الألفة لنواقل الدوبامين. أظهر السيرترالين الألفة الأعلى لنواقل الدوبامين متفوقًا على جميع مضادات الاكتئاب المعتمدة في الدراسة، حتى مقارنةً بمثبطات استرداد نورإبنفرين-دوبامين (إن دي آر آي إس) مثل النوميفنسن (ثابت التثبيط = 56 نانومولارًا) والبوبروبيون (ثابت التثبيط = 520 نانومولارًا). يقال إن السيرترالين يملك ألفةً لنواقل الدوبامين تقارب ألفة ميثيل فينيدات مثبط استرداد نورإبنفرين-دوبامين. يُعد التاميترالين من مثبطات استرداد نورإبنفرين-دوبامين، وهو شديد الشبه بنيويًا بالسيرترالين والأصل الذي اشتق منه، لكنه لم يدخل الأسواق.